# Composto iônico

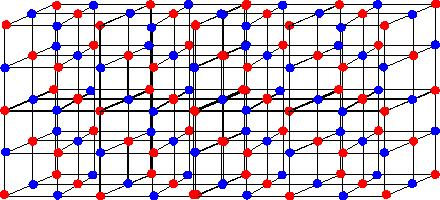
Estrutura cristalina do NaCl. Na^{+} em vermelho e Cl^{-} em azul.

Em química, um composto iónico (português europeu) ou composto iônico (português brasileiro) é um composto químico no qual existem Íons ligados numa estrutura gradeada através de ligações iônicas. Para formar um composto iônico é necessário pelo menos um metal e um não metal. O elemento metálico geralmente é um íon de carga positiva (cátion), e o elemento não metálico um íon de carga negativa (ânion).
Os íons que entram na composição de um composto iónico podem ser simples átomos, como ocorre no sal de cozinha ( Na+ Cl- ) ou grupos mais complexos como ocorre no carbonato de cálcio (  Ca2+CO32- ). Entretanto, só serão considerados como íons os átomos ou grupos que apresentarem carga positiva ou negativa devido a um desequilíbrio na quantidade de prótons e elétrons.
Portanto, numa ligação iônica, para que ocorra a atração eletrostática  deve haver, ao menos,  uma carga positiva e outra negativa. Esta atração entre os íons é uma atração forte, o que determina as características físicas destes compostos. Estabelecida a ligação entre os íons, o composto resultante adquire a neutralidade. Como a atração entre os íons ocorre em todas as direções forma-se uma grade denominada retículo cristalino. 
A  fórmula química do composto iônico é representada apenas pela composição mínima. Por exemplo, a fórmula do cloreto de sódio (sal de cozinha), cujo retículo cristalino está representado na imagem acima, é representada simplesmente por NaCl, indicando que a proporção mínima entre os íons da estrutura é de um íon de sódio para um íon de cloro.

## Propriedades dos compostos iônicos
Algumas das propriedades dos compostos iônicos são:
- Uma alta temperatura de fusão e ebulição geralmente  devido a alta atração entre os íons.
- Como consequência, são sólidos duros, mas friáveis (quebradiços) e formam geralmente estruturas cristalinas à temperatura ambiente.
- São péssimos condutores de electricidade quando não dissolvidos ou fundidos, quando sólidos, formam estruturas muito rígidas (retículo cristalino) que não dão mobilidade para os íons. Porém, quando solúveis ou fundidos, os íons tem mobilidade para conduzir a corrente. Os cristais secos não conduzem eletricidade, a menos que apresentem defeitos.
- As substâncias formadas por metais e não metais conduzem corrente elétrica no estado líquido, mas não no sólido.
- Podem ser solúveis em água (ou outros solventes) ou não, dependendo da Energia livre de Gibbs, energia de Solvatação e da Energia reticular.
- Em meio aquoso são ótimos condutores de eletricidade